# 源博雅

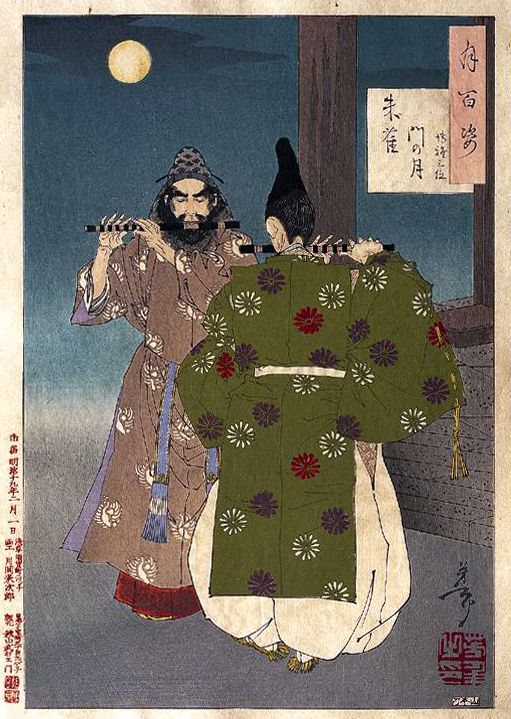
『朱雀門の月』（月岡芳年『月百姿』）朱雀門の鬼と合奏する源博雅

源 博雅（みなもと の ひろまさ）は、平安時代中期の公卿・雅楽家。醍醐天皇の第一皇子である兵部卿・克明親王の長男。官位は従三位・皇太后宮権大夫。博雅三位（はくがのさんみ）、長秋卿と呼ばれる。管絃の名手。

## 経歴
初め博雅王を名乗るが、源朝臣姓を与えられて臣籍降下する。朱雀朝の承平4年（934年）二世王待遇の蔭位により従四位下に直叙される。中務大輔・右馬頭を経て、天徳3年（959年）右近衛中将に任ぜられると、応和4年（964年）左近衛中将と村上朝後半は近衛中将を務める。
円融朝に入ると、近衛中将を辞して皇太后宮権大夫に任ぜられて皇太后・昌子内親王に仕える。天延2年（974年）従三位に叙せられ公卿に列した。
天元3年（980年）薨去。享年63。最終官位は従三位皇太后宮権大夫。

## 人物
雅楽に優れ、楽道の伝承は郢曲を敦実親王に、箏を醍醐天皇に、琵琶を源脩に、笛は大石峰吉、篳篥は峰吉の子・富門と良峰行正に学んだ。大篳篥を得意とするが、舞や歌は好まなかった。天暦5年（951年）内宴で和琴を奏する。康保3年（966年）村上天皇の勅で『新撰楽譜（長秋卿竹譜）』（別名『博雅笛譜』）を撰する。現在でも演奏される『長慶子』の作曲者。
藤原実資からは「博雅の如きは文筆・管絃者なり。ただし、天下懈怠の白物（しれもの）なり」と評されている。また、言い伝えによると酒に強く、酒豪であったとされる。
歌合出詠歌が三首残る。
- 夜もすがら待つかひありてほとゝぎす　あやめの草にいまもなかなむ（応和二年五月四日庚申内裏歌合／『万代集』巻三 621[注釈 1]）
- をりて見るかひも有るかな梅のはな　いまここのへのにほひまさりて（康保三年二月廿一日梅花前扆子歌合／藤原公任撰『拾遺抄』巻第九 雑上 185[注釈 2]）
- いつも咲く花とは見れど白露の　置きてかひある今日とこそ見れ（康保三年閏八月十五夜内裏前栽合 奉題「十五夜翫後庭秋花」）

## 逸話
天徳4年（960年）のいわゆる「天徳四年内裏歌合」に講師として参加、和歌を詠ずる役であったが、天皇の前で緊張し、出されていた歌題とは異なる歌を読んでしまうという失敗をしたという。
朱雀門の鬼から名笛「葉二（はふたつ）」を得（『十訓抄』）、琵琶の名器「玄象（げんじょう）」を羅城門から探し出し、逢坂の蝉丸のもとに3年間通いつづけて遂に琵琶の秘曲「流泉（りゅうせん）」「啄木（たくぼく）」を伝授される（『今昔物語集』巻24/23話）など、多くの説話に登場する。
ある日、博雅宅に盗人が入った。博雅が床下に隠れていると、盗人は次々と家中の物を盗み出してゆく。博雅が落ち着き払って床下で笛を吹き出すと、盗人は感じ入って盗んだ物をみな返し、家から出て行ったという。

## 官歴
- 時期不詳：臣籍降下（源朝臣）
- 承平4年（934年） 日付不詳：従四位下
- 天暦元年（947年）12月20日：見中務大輔[4]
- 天徳元年（957年） 11月27日：見右馬頭[4]
- 天徳3年（959年）正月26日?：右近衛中将[5]
- 応和4年（964年）3月28日?：左近衛中将[5]
- 康保4年（967年） 日付不詳：止中将[5]
- 時期不詳：皇太后宮権大夫（皇太后・昌子内親王）
- 天延2年（974年） 11月18日：従三位[6]
- 天元3年（980年） 9月28日：薨去（従三位皇太后宮権大夫）[7]

## 系譜
- 父：克明親王
- 母：藤原時平の娘
- 妻：不詳
  - 男子：源信貞
  - 男子：源信明
  - 男子：源信義
  - 男子：源至光

## 源博雅が登場する作品
- 蝉丸 (能)
- 夢枕獏の小説『陰陽師』（漫画版『陰陽師』（岡野玲子））における主人公安倍晴明の相棒(パートナー)役として博雅が登場する。2001年のテレビドラマ『陰陽師』（NHK）では杉本哲太が、2001年と2003年の映画『陰陽師』『陰陽師II』（滝田洋二郎監督）では伊藤英明が、2015年のテレビドラマ『陰陽師』（テレビ朝日）では堂本光一が、2020年のテレビドラマ『陰陽師』（テレビ朝日）では市原隼人が、2024年の映画『陰陽師0』では染谷将太が、それぞれ博雅役を演じている。2001年、2002年に発売されたドラマCDでは政宗一成が演じている。

演劇
- 三国傅来玄象譚（1993年 演：坂東弥十郎）
- 闇の貴公子（2001年 演：洋あおい）
- 陰陽師 言霊ノ巻（2002年 演：浦一弘）
- 平安☆レジェンド（2005年 演：高世麻央）

音楽CD
- 源博雅の龍笛/蘇る最古の笛譜（2001年 演：長谷川景光）
- 仁明天皇の雅楽/源博雅の笛譜（2002年 演：長谷川景光）
- 桃李花/源博雅相聞の笛（2005年 演：長谷川景光）